# 오신 (중국 신화)
오신(五臣)은 중국 순(舜)임금 때의 다섯 명의 어진 신하를 뜻하는 것으로, 사서에 따라 약간씩 차이가 있다. 논어에서는 우(禹), 직(稷), 설(契), 고요(皐陶), 백익(伯益)을 지칭한다.

## 같이 보기
| - 팔원(八元) - 팔개(八愷) - 사악(四岳) - 구관(九官) - 십란(十亂) \| \| 이 글은 중국에 관한 토막글입니다. 여러분의 지식으로 알차게 문서를 완성해 갑시다. \| |                                                                                  |
| | 이 글은 중국에 관한 토막글입니다. 여러분의 지식으로 알차게 문서를 완성해 갑시다. |